# 原田千弘
原田 千弘（はらだ ちひろ、1991年12月27日 - ）は日本のミュージカル俳優およびバレエダンサーおよび指導者である。大阪府大阪市出身。元劇団四季所属。

## 来歴
大阪学芸高等学校を経て2014年3月に追手門学院大学心理学科を卒業。並行して野間バレエ団に在団しバレエダンサーとして活動していた。2014年に劇団四季オーディションに合格し入団。同年9月2日に開幕したマンマ・ミーア!東京公演のアンサンブル役で初舞台に出演した。2016年9月30日からキャッツ大阪公演でディミータ役を演じ地元大阪での初舞台出演を果たした。2024年12月15日に舞浜アンフィシアターで上演された美女と野獣舞浜公演でアンサンブル7枠役が四季所属としての引退公演となり、同年12月31日付けで劇団四季を退団した事を2025年1月1日に開設した自身の公式Instagramで発表した。2025年からは俳優活動と並行して指導者としても活動することを公式Instagramで公表している。

## 主な出演作品
- マンマ・ミーア!（2014年アンサンブル）
- むかしむかしゾウがきた（2015年アンサンブル）
- キャッツ（2016年～2024年ディミータ）
- コーラスライン（2020年ディアナ)
- 美女と野獣（2022年～2024年アンサンブル）